# Abbaye de Susteren
L'abbaye de Susteren était une abbaye, puis un établissement féminin, située dans la ville de Susteren, en Haute-Gueldre, plus tard Duché de Juliers, aujourd'hui dans la province néerlandaise du Limbourg. Fondée par Willibrord d'Utrecht, elle est le premier monastère mentionné dans les sources historiques aux Pays-Bas.

## Histoire

### Fondation et début du monastère
En 714, le maire du palais franc, Pépin de Herstal, et son épouse Plectrude fondèrent une abbaye sur un domaine précédemment acquis par cette dernière, situé près de la petite rivière de Suestra. L'église abbatiale était dédiée au Christ Sauveur et aux apôtres Pierre et Paul. Cette première église se trouvait probablement à l'emplacement de l'actuelle basilique de Saint-Amelberg (nl), au centre de Susteren. Le monastère fut offert par Pépin et Plectrudis au missionnaire anglo-saxon Willibrord, déjà abbé du monastère d'Echternach et nommé évêque des Frisons par le pape. Le diocèse d'Utrecht allait plus tard naître de son centre missionnaire d'Utrecht. Le monastère de Susteren, situé à mi-chemin entre Susteren et Echternach, lui offrait un lieu d'hébergement. Le monastère était destiné à accueillir les « frères pèlerins », les « fratres peregrini ». Willibrord en devint le premier abbé. On a dit que Susteren était le plus ancien monastère des Pays-Bas. C'est inexact, mais c'est le premier monastère mentionné dans les sources historiques sur le territoire des Pays-Bas actuels. Dans les villes de Maastricht et d'Utrecht, il y avait sans doute des communautés résidentielles de clergé, mais elles ne sont mentionnées que plus tard.
On sait peu de choses sur l'histoire ancienne de l'abbaye à partir de sources écrites. Grâce à la donation de Pépin et de Plectrude, l'abbaye peut être considérée comme un monastère carolingien, c'est-à-dire propriété de la maison royale carolingienne. En 891, Arnulf, roi de Lotharingie, fit don de l'abbaye de Susteren à l'abbaye de Prüm. Le roi Zwentibold et plus tard, le roi Charles le Simple confirmèrent cette donation respectivement en 895 et 916. La charte de donation de 991 indique que le monastère masculin avait entre-temps été transformé en monastère bénédictin. On ignore quand cela eut lieu, bien que l'historien du XIIIe siècle, Égide d'Orval (Aegidius van Orval) suppose que cela eut lieu à la fin du IXe siècle. Égide écrit que la première abbesse du monastère féminin fut Amelberge de Susteren, qui fut enterrée dans l'église abbatiale et vénérée comme une sainte. Ses successeurs, les princesses Benedetta et Cecilia, et leur père, le roi Zwentibold de Moyenne-Francie (Lotharingie), y furent également inhumés vers 900. Le trésor conserve diverses reliques de chacun d'eux. Selon Égide, des personnages importants furent également enterrés à Susteren au VIIIe siècle. Les proches de Plectrude préféraient particulièrement Susteren comme église funéraire, notamment Vastrada, l'épouse d'Albéric, le neveu de Plectrude, et les évêques d'Utrecht Grégoire et Albéric (nl), fils et petit-fils de Vastrada. Des reliques de ces deux personnages sont conservées dans le trésor de la basilique Saint-Amelberg, notamment leurs crânes et la tunique d'Albéric. On ignore cependant sur quelles sources Égide s'est appuyé pour son travail. Il en va de même pour l'historien du XVIIIe siècle, J. Knippenbergh. Selon lui, l'abbaye fut détruite par les Normands en 882. Ils disposaient bien d'une base à proximité, à Asselt, mais aucune source du haut Moyen Âge ne mentionne la destruction de Susteren. Cependant, les fouilles des années 1990 (voir ci-dessous) laissent penser qu'une destruction par les Vikings est probable. Des traces de bâtiments en pierre et en bois ont également été découvertes lors des fouilles, confirmant l'existence d'une abbaye carolingienne.

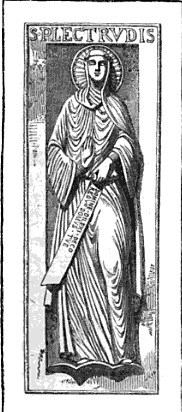
Représentation de Sainte Plectrude.
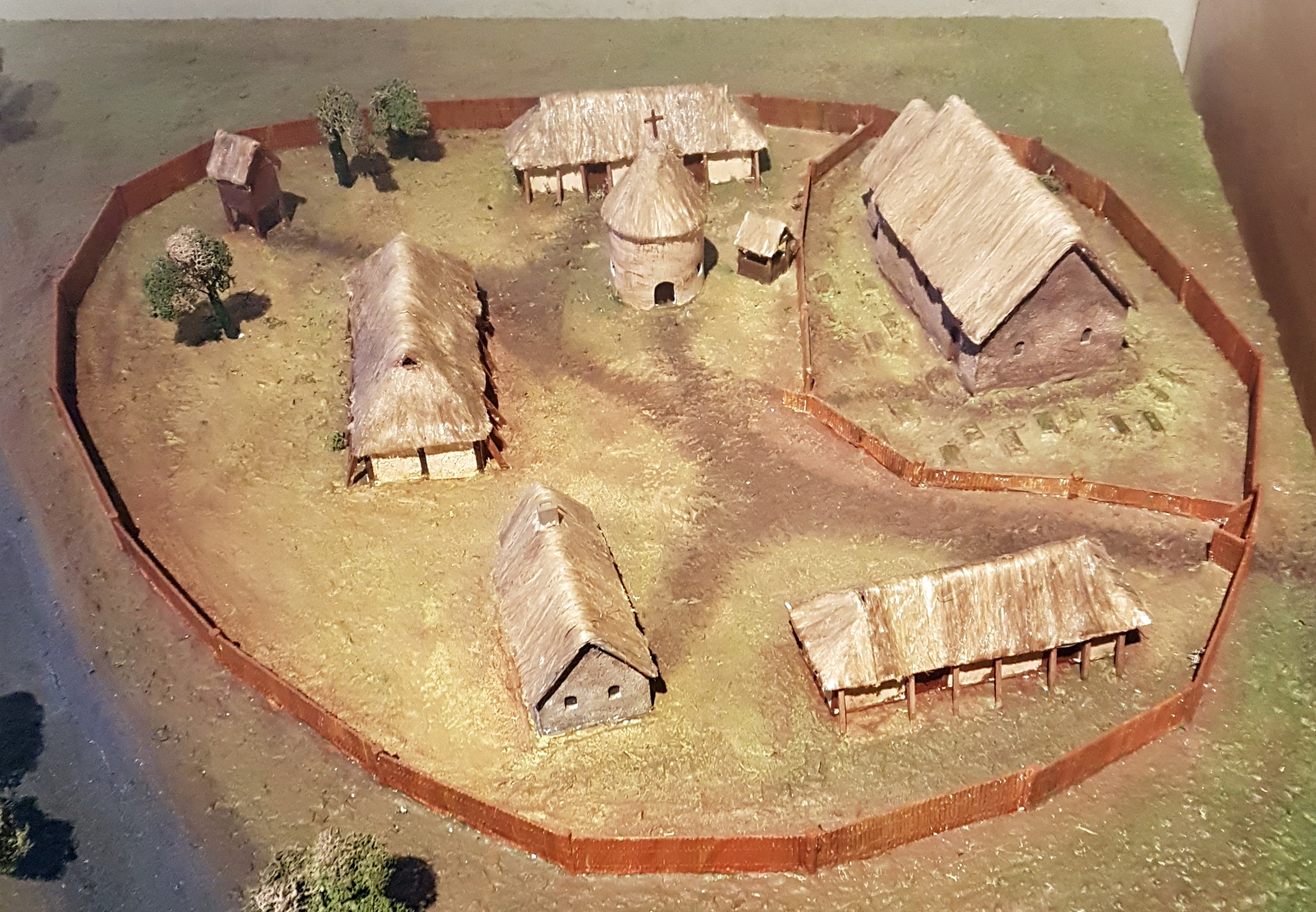
Maquette réalisée en 1999 du premier monastère situé à Susteren, vers 850-1000, au musée de la province néerlandaise du Limbourg de Venlo.

### Stift de Susteren
Ce n'est qu'en 1312 que l'abbaye fut à nouveau mentionnée dans un acte, ce qui indique que l'abbaye bénédictine avait été transformée en chapitre ou fondation de chanoinesses laïques. L'établissement de Susteren n'admettait que les femmes d'origine noble, et elles n'étaient pas tenues de prononcer les vœux monastiques, mais étaient autorisées à posséder des biens personnels et bénéficiaient d'une plus grande liberté que les religieuses. Peu après l'annexion des Pays-Bas méridionaux par la République française, le chapitre fut dissous (officiellement en 1802). La plupart des chanoinesses avaient depuis longtemps fui Susteren pour ne jamais y revenir.

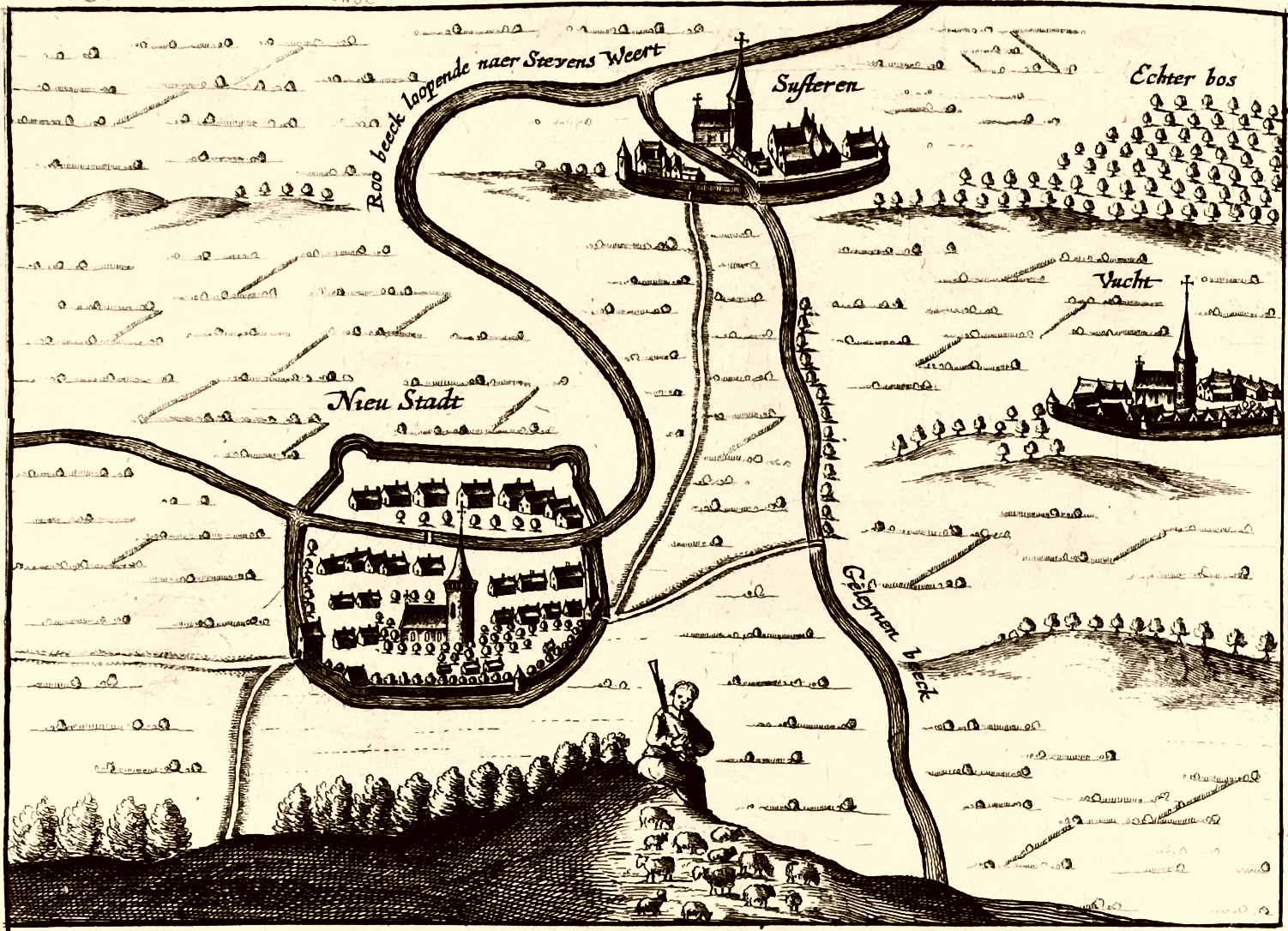
Le domaine territorial du Stift vers 1653.

## Description des bâtiments

### Église abbatiale
Il ne reste rien des bâtiments abbatiaux. On suppose que l'église abbatiale actuelle, devenue plus tard église collégiale, a été construite peu après 1060. La collégiale a été utilisée comme église paroissiale à la fin du XVIIIe siècle, après quoi l'ancienne église paroissiale délabrée, qui se trouvait au sud de l'église abbatiale, a été démolie. La nouvelle église paroissiale a été baptisée « église Saint-Amelberg » au cours du XIXe siècle, en référence à la première abbesse du monastère, Amelberge de Susteren, dont les reliques sont toujours conservées dans le trésor de l'église. La collégiale romane a été entièrement restaurée et rénovée par le célèbre architecte Pierre Cuypers à la fin du XIXe siècle. Le côté ouest a été entièrement transformé.

### Bâtiments de l'abbaye
Lors de fouilles menées par le Rijksdienst voor het Oudheidkundig Bodemonderzoek ou Agence du patrimoine culturel des Pays-Bas, sous la direction de l'archéologue provincial Henk Stoepker, les vestiges du plus ancien monastère ont été mis au jour en 1991-1993 sur la Salvatorplein, au nord de l'église. Il se composait d'au moins deux petits bâtiments rectangulaires indépendants, en bois et en pierre (galets de Meuse), d'un puits en bois et d'une citerne en pierre. D'autres bâtiments existaient probablement, peut-être aussi de l'autre côté de l'église, où les fouilles n'ont pas été possibles en raison de la position du cimetière actuel. Le plus ancien monastère était situé sur un cours d'eau comblé au Xe siècle. Entre les bâtiments du monastère et l'église du XIe siècle, située sous le bâtiment actuel, se trouvaient environ 140 tombes d'hommes et de femmes du VIIIe  au  XIe siècle. Sur le cimetière se trouvait un bâtiment rond en pierre datant d'environ 800, peut-être une chapelle. Vers 900, tous les bâtiments furent détruits ou démolis, et une grande quantité de gravats fut jetée dans le cours d'eau avec des déchets ménagers (principalement des poteries et des os d'animaux, mais aussi du métal et du verre). Il est donc probable qu'il y ait eu une attaque viking à cette époque. Les artefacts en verre était composé de verre à boire et de verre à vitre ; la poterie provenait de la Meuse du début du VIIIe siècle et de la région rhénane (près de Cologne et de Coblence) des IXe  et  Xe siècle. Les os d'animaux ont montré que le monastère carolingien consommait beaucoup de porc.
Du Xe siècle, on n'a retrouvé qu'un bâtiment résidentiel en bois, agrandi une fois. Des fours à chaux ont également été découverts, probablement pour une reconstruction de l'église, prédécesseur de l'église encore existante datant d'environ 1060.
Au XIe siècle, l'ensemble du complexe fut remplacé par un monastère de plan rectangulaire autour d'une cour, attenant au côté nord de l'église. Ce monastère a été rénové et agrandi à plusieurs reprises. Le cours d'eau entourant le monastère a également été fouillé à plusieurs reprises. Le cimetière a été déplacé au sud de l'église. Le monastère possédait des puits et des fosses-dépotoirs dans lesquels on a découvert, entre autres, de la poterie et du verre. Au début du XIXe siècle, tous les bâtiments furent démolis, à l'exception de l'église et de l'aile est. Un mur de l'aile est subsista jusqu'au milieu du XXe siècle. Il fut épargné par la démolition lors de la fermeture du monastère car il s'agissait d'une partie de l'église paroissiale .

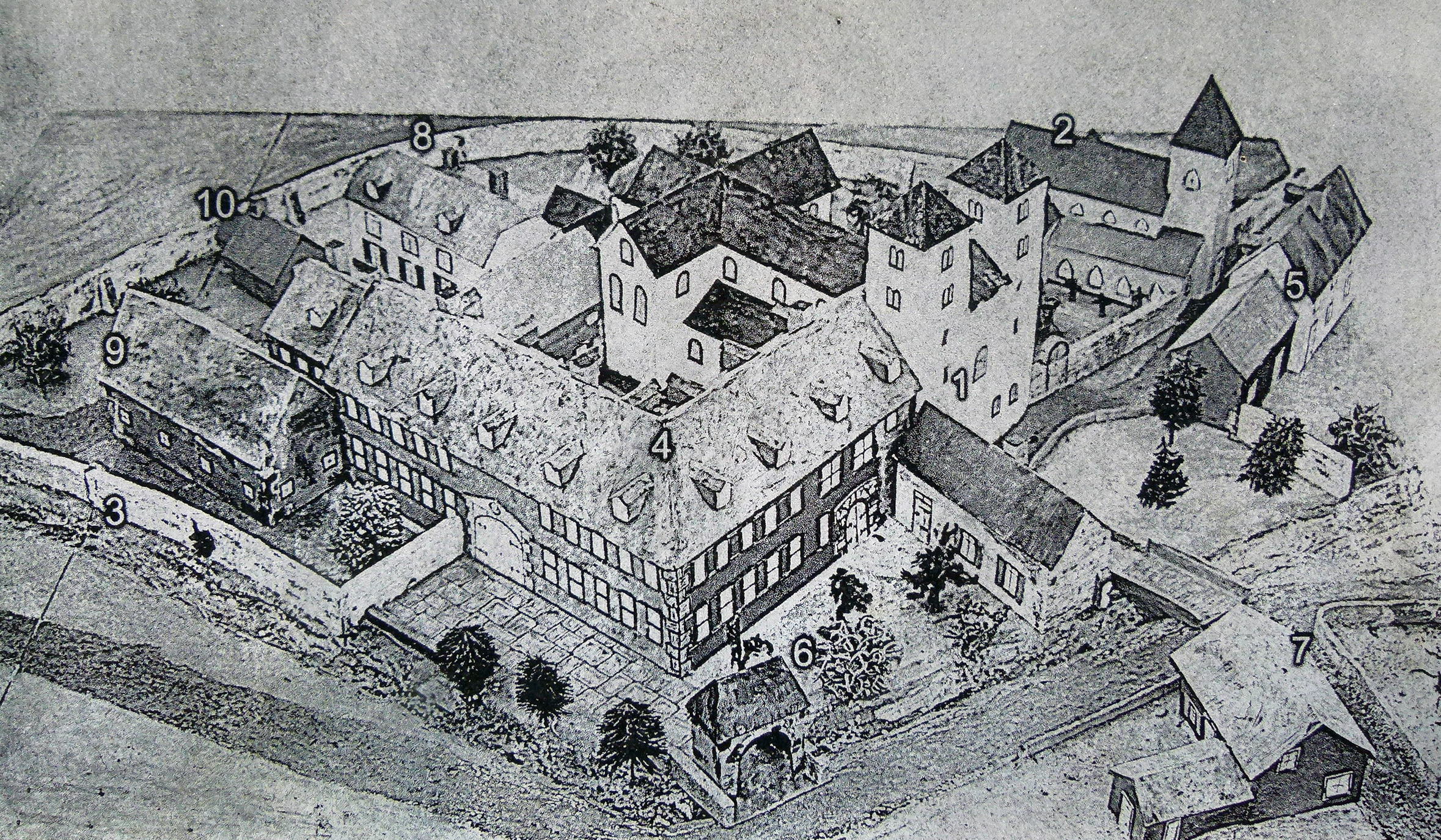
L'abbaye au XVIIIe siècle.

### Découvertes archéologiques
Les fouilles ont permis de découvrir de nombreuses pièces, conservées au dépôt archéologique de la province néerlandaise du Limbourg. Certaines d'entre elles figurent dans la collection archéologique du Musée du Limbourg à Venlo. Parmi elles, on trouve divers ustensiles et surtout de nombreux tessons de poterie. Une croix en plomb datant de la fin du XIe siècle, posée sur la poitrine du défunt (un homme d'environ 35 ans), a été une découverte particulièrement exceptionnelle. Des perles de verre colorées et des fibules en bronze (épingles à cape) datent de l'époque carolingienne, ce qui indique qu'au IXe siècle, des femmes vivaient au monastère et portaient des bijoux. Parmi les découvertes, on trouve également de nombreux ossements d'animaux (abats), témoignant de la consommation abondante de viande, notamment de porc, dans le monastère carolingien. Tout cela est en contradiction avec la modestie et la sobriété que l'on attend d'un monastère traditionnel et soulève la question de savoir si le monastère n'était pas déjà un monastère laïc au IXe siècle. L'étude anthropologique des squelettes suggère également une population bien nourrie. Les jouets en bois retrouvés datent des XVIe et XVIIe siècles, époque du couvent. Cela est probablement lié à l'âge parfois précoce auquel les filles étaient placées au couvent.